# 马山茶碱
马山茶碱（英语：Tabernanthine）是一种在鹅花树中发现的生物碱。它已被用于实验室实验，以研究成瘾如何影响大脑。马山茶碱可持续减少大鼠可卡因和吗啡的自我给药。

## 药理学
它是κ-阿片激动剂（Ki=0.15μM）和NMDA受体（Ki=10.5μM）拮抗剂。与伊波加因相比，它与σ1和σ2受体的结合较弱。